# Matra Alice 8000
O microcomputador francês Matra Alice 8000 foi um protótipo planejado para uso como servidor da rede local Nanoreseau (daí também o codinome Nano do 8000), utilizada nas escolas francesas como parte do plano governamental Informatique Pour Tous. Todavia, o custo de produção do 8000 revelou-se superior ao proposto pela concorrente Thomson, e o projeto foi abandonado. Poucas centenas de unidades chegaram a ser fabricadas, o que torna esta máquina um item de colecionador.
O Alice 8000 foi a última tentativa da Matra em firmar-se no mercado doméstico/educativo. Daí para a frente, a empresa passou a concentrar-se no desenvolvimento de sistemas corporativos através de sua subsidiária Matra Datasysteme.

## Descrição
O Matra 8000 possuía a curiosa característica de usar duas UCPs: um MC6850 e um Intel 8088. O objetivo era competir com máquinas profissionais, visto que além do modo Alice (usando o MC6850), o micro poderia igualmente executar softwares para clones de PC (usando o 8088).
A máquina possuía teclado profissional incorporado ao gabinete e duas entradas para cartuchos. O monitor de vídeo incluía duas baias para drives de 5" 1/4 abaixo do mesmo, mas nenhum protótipo chegou a receber os acionadores.

## Características
- Memória:
  - ROM: ? KiB
  - RAM: 64 KiB
- Teclado: mecânico com 67 teclas (seis teclas de função), incorporado ao gabinete
- Display: 2 KiB de VRAM
- Expansão:
  - 1 porta de expansão
- Portas:
  - 2 slots para cartuchos
  - 1 saída de vídeo SCART
  - 1 porta RS-232
  - 1 porta paralela
- Armazenamento:
  - Gravador de cassetes
  - 2 drives de 5" 1/4 (opcional)